# Алекс и Эмма
«Алекс и Эмма» (англ. Alex & Emma) — романтическая комедия 2003 года производства Franchise Pictures. В главных ролях — Люк Уилсон и Кейт Хадсон. 
Мировая премьера 20 июня 2003;
российская премьера 15 января 2004.
Фильм получил негативные отзывы критики и собрал 14 млн долл.

## Сюжет
Алекс — писатель, чьи долги за азартные игры поставили его в очень трудное положение. Чтобы избавиться от домогательств громил, выбивающих долги, он должен закончить свой роман за 30 дней или умереть. Чтобы работа продвигалась быстрее, Алекс нанимает стенографистку Эмму.
Красивая и не лишенная дарования, она начинает вносить свои поправки в авторский текст. Незаметно любовные страсти с бумаги переносятся в реальную жизнь.

## В ролях
| Актёр            | Роль            |
| ---------------- | --------------- |
| Люк Уилсон       | Алекс           |
| Кейт Хадсон      | Эмма            |
| Софи Марсо       | Полина Делакруа |
| Дэвид Пэймер     | Джон            |
| Александр Вотье  |                 |
| Чинно ХЛ         | Тони            |
| Лобо Себастиан   |                 |
| Роб Райнер       |                 |
| Лейли Крамер     |                 |
| Рип Тэйлор       | отец Полины     |
| Жижи Бермингэм   |                 |
| Джордан Лунд     | Клод            |
| Франсуа Жиродэ   |                 |
| Роберт Костанцо  |                 |
| Клорис Личман    |                 |
| Эрл Кэрролл      | Бернар          |
| Джорди Кабальеро |                 |
| Майкл Раппапорт  |                 |
| Данника Шеридан  |                 |

## Съёмочная группа
- Режиссёр — Роб Райнер
- Продюсеры — Тодд Блэк, Алан Грейсман, Джереми Лёвен, Роб Райнер, Эли Самаха
- Сценарист — Джереми Левен
- Оператор — Гэвин Финни
- Композитор — Марк Шейман